# Samalkha
Samalkha è una città dell'India di 29.856 abitanti, situata nel distretto di Panipat, nello stato federato dell'Haryana. In base al numero di abitanti la città rientra nella classe III (da 20.000 a 49.999 persone).

## Geografia fisica
La città è situata a 29° 13' 60 N e 77° 1' 0 E e ha un'altitudine di 226 m s.l.m..

## Società

### Evoluzione demografica
Al censimento del 2001 la popolazione di Samalkha assommava a 29.856 persone, delle quali 16.334 maschi e 13.522 femmine. I bambini di età inferiore o uguale ai sei anni assommavano a 4.374, dei quali 2.471 maschi e 1.903 femmine. Infine, coloro che erano in grado di saper almeno leggere e scrivere erano 20.281, dei quali 12.043 maschi e 8.238 femmine.